# Бергсон, Анри
Анри́-Луи́ Бергсо́н (фр. Henri-Louis Bergson; 18 октября 1859 года, Париж — 4 января 1941 года, там же) — французский философ, представитель интуитивизма и философии жизни. Профессор Коллеж де Франс (1900—1914), член Французской академии (1914). Лауреат Нобелевской премии по литературе 1927 года «в знак признания его богатых и жизнеутверждающих идей и выдающегося мастерства, с которым они представлены».
Ключевые работы: "Материя и память" (Matière et mémoire,1895),  «Творческая эволюция» (L'Évolution créatrice. P., 1907) .
Член Академии моральных и политических наук (1901, её президент в 1914 году).

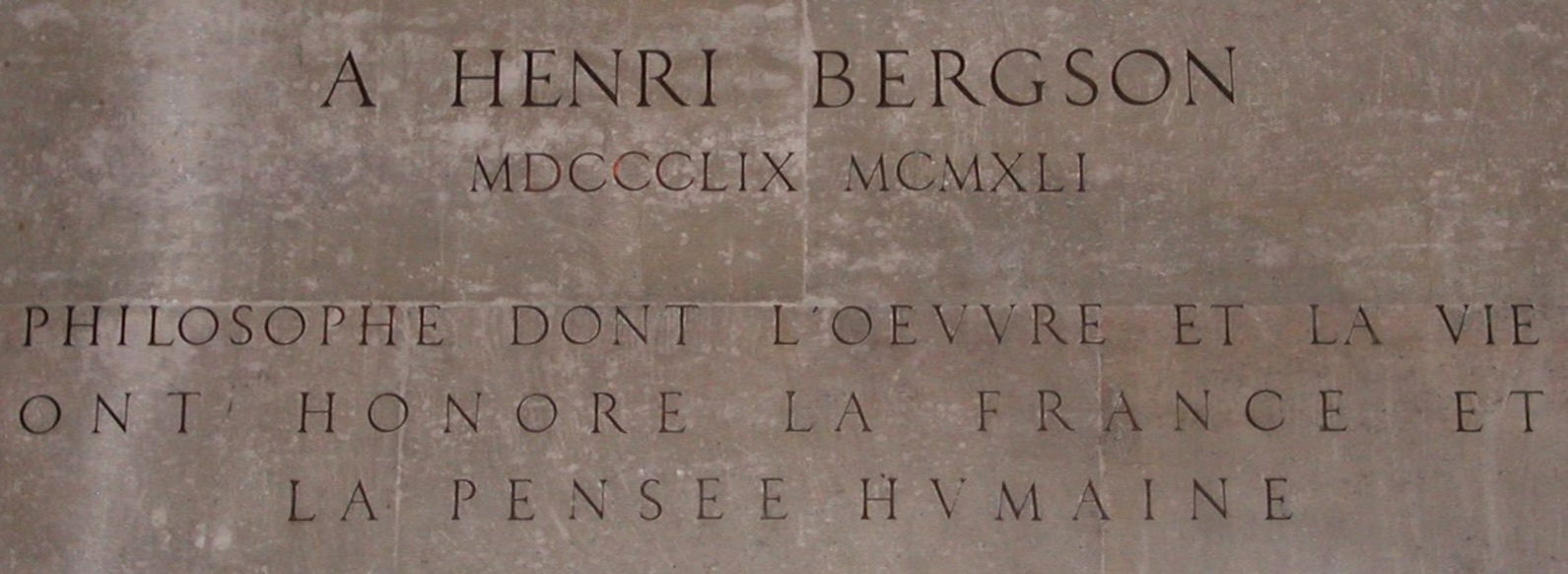
Надпись на стене Пантеона в Париже

## Биография
Родился в семье пианиста и композитора Михала Бергсона (пол. Michał Bergson), впоследствии профессора Женевской консерватории, и дочери английского врача Кэтрин Левинсон. Со стороны отца ведёт свой род от польских евреев, а со стороны матери — от ирландских и английских евреев. После его рождения семья жила в Лондоне, где он освоил английский язык. Они возвратились в Париж, когда ему было восемь лет.
В 1868—1878 годах учился в лицее Фонтейна (ныне «Лицей Кондорсе»). Он также получил еврейское религиозное образование. Однако в возрасте 14 лет начал разочаровываться в религии и к шестнадцати годам потерял веру. По Хьюду, это произошло после знакомства Бергсона с теорией эволюции. Окончил Высшую нормальную школу, где учился в 1878—1881 годах.
После преподавал в лицеях, в частности в коллеже Роллен (1889—1900), и в альма-матер — в Высшей нормальной школе (профессор с 1898 года), c 1897 года также в Коллеж де Франс.
В 1889 году защитил две диссертации — «Опыт о непосредственных данных сознания» и «Идея места у Аристотеля» (на лат. языке).
Доктор философии (1889).
На рубеже веков он испытал сильнейшее увлечение Плотином.
В 1900 году получил кафедру в Коллеж де Франс, который оставил в 1921 году из-за болезни. В 1900—1904 годах он занимал кафедру античной философии, а в 1904—1921 годах — современной философии.
Бергсон вёл тихую и спокойную профессорскую жизнь, сосредоточившись на своей работе. Читал курсы лекций в США, Англии, Испании.
В 1911 году группа националистов-антисемитов развернула его травлю как еврея; Бергсон предпочитал не отвечать на подобные выходки.
Президент Академии моральных и политических наук (1914), членом которой состоял с 1901 года.
В 1917—1918 годах выполнял дипломатические миссии в Испании и США.
С 1922 года занимал пост президента Международного комитета по интеллектуальному сотрудничеству Лиги Наций.
В конце 1920-х годах из-за болезни постепенно целиком сосредоточился на научном творчестве.
После капитуляции Франции в 1940 году Бергсон возвратил все свои ордена и награды и, отвергнув предложение властей вывести его из-под действия антиеврейских эдиктов, будучи больным и слабым простоял в многочасовой очереди, чтобы зарегистрироваться евреем. Умер в оккупированном немцами Париже от пневмонии 4 января 1941 года.

## Учение
Система Бергсона, некоторые основополагающие идеи которой были развиты в «Очерке непосредственных данных сознания», изложена в книге «Материя и память». Цель исследования он обозначает как стремление показать, что «не воспоминания хранятся в мозгу, а он в них» (в воспоминаниях, представляющих собой непосредственную реальность, в то время как мозг — всего лишь образ, в них присутствующий). Начав с демонстрации невозможности хранения воспоминаний о конкретных событиях в материи посредством рассмотрения особенностей специфического расстройства памяти, называемого сенсорной афазией, он затем переходит к аргументам логическим и онтологическим. Основная идея Бергсона заключается в утверждении о том, что воспоминания не надо нигде хранить, поскольку подлинными атомами действительности являются именно сами события: раз свершившись, они навсегда остаются в вечности и оттуда посылают свои образы, «давящие на порог сознания». Предвосхитив в этой субонтологии выводы неклассической физики, Бергсон идёт дальше и конкретизирует природу этих событий как ментальную, тем самым возвращаясь к Лейбницу с его учением о монадах. Различие здесь состоит в том, что если лейбницевские монады представляют собой скорее пассивные «апперцепции», то есть лишь воспринимают, то у Бергсона уже проявляется их активность и конкуренция. Заменив однородную временную шкалу внутренне насыщенной напряжением «длительностью», он затем вводит дискретизацию этой длительности в целостном, структурно организованном акте, как раз и порождающем событие как таковое (в этом можно усмотреть первопричину дискретизации физических величин, вводимой в квантовой теории). Напряжение во взаимодействии монад порождается их самоотчуждением в рамках пространственной матрицы, утратившей своё абсолютное значение всеобщего вместилища, но в качестве заменившей абсолютное пространство динамической «протяжённости» организующей взаимодействие монад. Этот процесс интерпретирует созданная Бергсоном прагматическая теория восприятия, ведущая также к определенным выводам в отношении теории знания. Прагматизм Бергсона, в противоположность прагматизму У. Джеймса, субъективному и психологическому, можно назвать объективным и онтологическим. Бергсон обозначает его утверждением о том, что мы воспринимаем не сами вещи, а лишь контуры нашего потенциального внешнего воздействия на таковые. Он задаёт вопрос: «что воспринимала бы некоторая сущность, монада, если бы она была полностью лишена способности действовать?» — и отвечает: она воспринимала бы весь мир (в нулевом приближении состоящий из таких же монад). И лишь вступление сущностей в «протяжённость» приводит к прорисовке очертаний внешних вещей, скрывающих под собой, как и у Лейбница, иные ментальные сущности. Процедуру восприятия он описывает, вводя представление о сплошном динамическом единстве природы, в противоположность господствовавшему прежде взгляду на вещи как полностью изолированные в пространстве и взаимодействующие сугубо внешним образом. На вопрос о том, где находятся восприятия, он отвечает, что они локализованы не в мозгу и не в органах зрения, а находятся в самих вещах. Восприятие, таким образом, представляет собой охватывание некоторого динамического единства, в которое тело входит лишь как один из элементов, хотя и центральный. При этом, в частности, наш мозг не является органом сознания или мышления, он представляет собой лишь систему переключения между различными механизмами телесной активности, которые уже заранее интегрированы в это динамическое единство и способны изменять его как бы изнутри, что и обеспечивает спонтанность и свободу действия. Сознание, именно представляющее собой это охватывание или сращение системы вещей, входит в мозг «как нож в масло» и производит метаморфозу, преобразование этой системы, причём соэлементом тут оказываются также и воспоминания о предшествующих событиях, проникающие через упомянутый выше «порог», который отсеивает, выделяет из их огромной текучей тотальности только те, которые соответствуют текущему состоянию тела в его вовлечённости в пространственные отношения. Все эти идеи получили последовательное развитие в философском синтезе А. Н. Уайтхеда, который дополнил их представлением о внедрении в процесс становления «вечных объектов», платоновских идей. Бергсон же, в свою очередь, хоть и не развивает соответствующую идеалистическую интерпретацию, говорит о том, что созерцание подлинной, единой сути вещей, даваемое искусством и философией, связано с некоторым обращением вспять обычной схемы восприятия, что предполагает у творцов присутствие даже некоторого дефекта телесной структуры, которая, последняя, приковывает нас к системе «видимости, пусть и систематической»: этот дефект открывает путь скрытому во всеобщей духовной тотальности содержанию. На этой основе впоследствии Бергсон также подвергал последовательной критике рационалистический интеллектуализм, подчиняющий наше познание плюралистическим прагматическим целям и уводящий от бытийного единства. Обращаясь в заключительной части «Материи и памяти» к рассмотрению физической реальности как таковой, Бергсон выдвигает ряд идей, поразительным образом предвосхищающих выводы неклассической физики, прежде всего квантовой теории (теории относительности Бергсон впоследствии посвятил отдельную книгу).
В «Творческой эволюции» Бергсон утверждает в качестве подлинной и первоначальной реальности жизнь, которая, пребывая в некой целостности, отличается от материи и духа. Материя и дух, взятые сами по себе, являются продуктами её распада. Основные понятия, с помощью которых философ определяет сущность «жизни» — «длительность», «творческая эволюция» и «жизненный порыв». Жизнь не может быть схвачена интеллектом. Интеллект способен создавать «отвлечённые» и «общие» понятия, он — деятельность рассудка, а воспроизвести реальность во всей органичности и универсальности можно, только воссоздав её. Это под силу лишь интуиции, которая, будучи непосредственным переживанием предмета, «внедряется в его интимную сущность».
Целостное постижение действительности может быть «эмоционально-интуитивным». Кроме того, наука всегда имеет в виду практическую полезность, а это, по Бергсону, одностороннее видение. Интуиция направляет внимание на «первичную данность» — собственное сознание, психическую жизнь. Только самонаблюдению подвластна непрерывная изменчивость состояний, «длительность», а, следовательно, и сама жизнь.
На данных предпосылках выстраивается учение об эволюции органического мира, влекомого «жизненным порывом», потоком «творческого напряжения». Человек находится на самом острие творческой эволюции, причём способность осознать всю её внутреннюю мощь — удел избранных, своеобразный «Божественный дар». Это объясняет элитарность культуры.
В существовании человека Бергсон выделяет два «этажа», два типа социальности и морали: «закрытую» и «открытую». «Закрытая» мораль обслуживает требования социального инстинкта, когда личность приносится в жертву коллективу. В условиях «открытой» морали приоритетным становится проявление индивидуальности, создание нравственных, религиозных и эстетических ценностей.
Ключевым для его философии является понятие времени. Бергсон разделяет физическое, измеряемое время, и чистое время жизненного потока. Последнее мы переживаем непосредственно.
Разрабатывал теорию памяти.
Католическая церковь вносила его сочинения в Индекс запрещённых книг, однако сам он склонился к католицизму, впрочем, оставшись в еврействе. Его философия была весьма популярна в дореволюционной России.

### Эстетика и философия искусства
Анри Бергсон не оставил специальных работ по эстетике, однако эстетические идеи пронизывают его философские труды. Как наследник традиции романтизма и представитель философии жизни, а также будучи одним из наиболее ярких представителей интуитивизма, Бергсон не ограничивает применение интуиции сферой искусства, как Бенедетто Кроче, а рассматривает её как суть бытия, тем самым эстетизируя свою философию.
Вслед за романтизом Анри Бергсон понимает бытие как творческую силу, следовательно, рациональный научный метод не способен охватить «текучую континуальность жизни», «жизнь как поток». Таким образом наиболее подходящим для выражения творческого характера жизни становится не наука, а именно искусство. «Если реальность — это „творческая эволюция“, то именно в творческом характере искусства должно искать очевидность и фундаментальное проявление творческого характера жизни» — писал немецкий философ, Эрнст Кассирер. Именно здесь в познании необходимой становится творческая интуиция. Эстетическая интуиция способна «подсказать нам хотя бы невыразительное ощущение того, что нужно поставить на место интеллектуальных пределов». Эстетическая интуиция позволяет человеку «схватить жизнь», то есть предпринять попытку постичь её содержание., поскольку в её силах наблюдать индивидуальное становление предмета. Язык и другие системы символов, будучи абсолютно утилитарными, механизируют нашу жизнь, скрывая от человека подлинную действительность. Интуиция характеризуется отстранённостью от практического интереса. И здесь ярко выражен её эстетический характер, поскольку ещё Кант в «Критике способности суждения» связывал эстетический опыт «со свободой от всякого интереса».
Именно с этих позиций Анри Бергсон рассматривает и время. Время понимается философом как непрерывный процесс. На основе этого можно выделить два понятия времени в философии Бергсона:
1. Время-качество, la duree, длительность;
2. Время-количество.[12]

Под длительностью понимается то, что жизнь, бытие это не набор неких статичных фактов, это непрерывно сменяющиеся процессы, вытекающие один из другого, это вечный поток. Для понимания эстетических воззрений философа важно именно понятие длительности. Именно здесь чётко прослеживается связь Бергсона как философа с эстетикой, поскольку в качестве примера длительности он использует мелодию. Он выбирает музыку Дебюсси в качестве звучащего воплощения la duree. Здесь речь идёт именно о нашем внутреннем опыте, в котором моменты мелодии неразрывны, каждый предыдущий связан с последующим, не отделим от него. Несмотря на то, что мелодия состоит из набора отдельных нот, человеком она воспринимается как единое целое. «Есть просто непрерывная мелодия внутренней жизни, которая тянется как неделимая от начала и до конца нашего сознательного существования». Это внутреннее переживание мелодии связано с тем, что интуитивно человек отождествляет себя с ней и переживает её «изнутри».
Таким образом, по аналогии с приведённым примером мелодии, произведение искусства тогда становится живым, когда в него проникает сознание воспринимающего. То есть искусство не пребывает в статичных материальных носителях, а живёт в человеческом опыте. Искусство тогда искусство, когда оно кем-либо воспринимается. «Наш глаз замечает черты живого существа, но как рядоположенные, а не сорганизованные между собой. Замысел жизни, простое движение, пробегающее по линиям, связывающее их друг с другом и придающее им смысл, ускользает от нас. Этот-то замысел и стремится постичь художник, проникая путём известного рода симпатии внутрь предмета, понижая, усилием интуиции, тот барьер, который пространство воздвигает между ним и моделью» — таково, согласно Анри Бергсону, особое эстетическое постижение мира.
Искусство в философии Анри Бергсона приобретает гносеологическое и онтологическое значение, поскольку может открыть нам бытие, действительность, которую скрывают от нас практически полезные символы. Восприятие искусства интуитивно, что позволяет отстраняться от понятийной фрагментации, свойственной деятельности интеллекта.
Философия Анри Бергсона имела влияние на искусство конца XIX — начала XX века. Русский философ И. Ермолаев отмечает: «Мы также находим влияние Бергсона в живописи („импрессионизм“), литературе (цикл романов М. Пруста), авторском кинематографе, и др.». Также его влияние можно увидеть в произведениях русско-европейской версии абстракционизма. Д. Кинмонт считает, что непосредственным влиянием Бергсона является скульптура Умберто Боччони «Уникальные формы непрерывности в пространстве» (1913).Также отзвук идей философа можно проследить в кубизме, конструктивизме, дадаизме и сюрреализме. Е. А. Ирдиненко также относит Марселя Пруста (1871—1922) и Натали Саррот (1900—1999) к тем, в чьих работах прослеживается влияние Анри Бергсона.

## В литературе
- В автобиографическом труде католического богослова Э. Жильсона «Философ и теология» Анри Бергсону посвящены несколько глав, повествующие о истоках его взглядов и их следствиях. Несмотря на то, что местами присутствует критика, содержание носит апологетический характер[22].
- Архиепископ Лука (Войно-Ясенецкий) в своём труде по апологетике «Дух, душа и тело» упоминает Бергсона 12 раз, например, «…философ Бергсон, которого по справедливости следует считать одним из величайших мыслителей, отводит сердцу очень видное место в деле познания.»
- В романе Джека Лондона «Маленькая хозяйка большого дома» также упоминается Бергсон:

Попробуйте, Аарон, попробуйте найти у Бергсона суждение о музыке более ясное, чем в его «Философии смеха», которая тоже, как известно, ясностью не отличается.
- В романе Харуки Мураками «Кафка на пляже» также упоминается Анри Бергсон и его учение «Материя и память».
- В романе Генри Миллера «Тропик Козерога» упоминается Анри Бергсон и его работа «Творческая эволюция» (в переводе И. Заславской «Творческое развитие»).
- В романе Никоса Казандзакиса «Грек Зорба» Бергсон упоминается, как один из тех, кто оставил наиболее глубокий след в душе рассказчика.
- Упоминается в романе Френсиса Скотта Фицджеральда «Прекрасные и проклятые» в диалоге между Мори и Энтони.
- Бергсонианство упоминается в рассказе Юрия Олеши «Вишнёвая косточка».

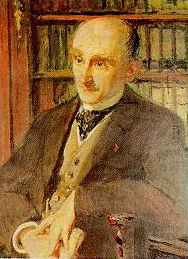
Портрет Анри Бергсона. Художник Д. Бланш, 1891

## Основные работы
- Опыт о непосредственных данных сознания (Essai sur les données immédiates de la conscience), 1889
- Материя и память (Matière et mémoire), 1896
- Смех (Le Rire), 1900
- Введение в метафизику (Introduction a la metaphysique), 1903
- Творческая эволюция (L'Évolution créatrice), 1907
- Два источника морали и религии (Les Deux sources de la morale et de la religion), 1932